# Merfizonlu Hacı Ali Pascià
Merfizonlu Hacı Ali Pascià conosciuto anche come Çalık Ali Pascià o Hacı Çalık Ali Pascià (Merzifon, ... – Heraklion, 11 ottobre 1698) è stato un politico ottomano.

## Primi anni
Ali Pascià era un turco di Merzifon, una città dell'Anatolia centro-settentrionale, un sottoposto di Merzifonlu Kara Mustafa Pascià, anch'egli di Merzifon. Sebbene il suo compaesano fosse stato giustiziato dopo il fallito assedio di Vienna nel 1683, Ali continuò a lavorare come dipendente pubblico. Si recò alla Mecca (in Arabia Saudita) per il pellegrinaggio e ottenne il titolo di Hacı, e nel 1688 fu nominato governatore del Sangiaccato di Sakız (l'odierna Chio, Grecia). Nel 1690 fu nominato governatore dell'Eyalet di Erzurum e poi governatore dell'Eyalet di Diyarbekir (entrambi nell'odierna Turchia).

## Gran visierato
Il 23 marzo 1692, Ali Pascià fu nominato Gran Visir dell'Impero Ottomano. La sua prima azione come gran visir fu di recarsi sul campo di battaglia per osservare il corso della guerra in corso, la Guerra austro-turca. Ha preso accordi per riparare il bastione di Belgrado (nell'odierna Serbia). Al ritorno a Istanbul, la capitale, si è concentrato sul miglioramento dello stato delle finanze, che erano in deficit a causa della costosa guerra. Autorizzò Canibi Ahmet, il defterdar (ministro delle finanze), a lavorare su questo incarico. Tuttavia, sebbene il disavanzo fosse stato recuperato, Ali Pascià divenne presto il bersaglio di severe critiche e opposizione da parte dei rivali politici a causa della sua politica di austerità economica. Il sultano gli chiese di licenziare Canibi Ahmet, ma Çalık Ali Pascià cercò di difenderlo. Non riuscendo a convincere il sultano, si dimise il 17 marzo 1693 dopo un anno in carica.

## Ultimi anni
In un sistema assolutista come l'Impero Ottomano, l'obiezione ad un ordine del sultano era una cosa inaudita. Tuttavia, essendo Ahmed II uno dei sultani più tolleranti, non punì Çalık Ali Pascià, ma gli offrì un nuovo governatorato. Ali Pascià trascorse il resto della sua vita a Bursa (nell'odierna Turchia) e a Candia (l'odierna Heraklion, sull'isola di Creta), dove morì nel 1698.